# 영원한 사랑 (1989년 영화)
《영원한 사랑》(The Phantom Of The Opera)은 미국에서 제작된 드와이트 H. 리틀 감독의 1989년 드라마, 공포 영화이다. 로버트 잉글런드 등이 주연으로 출연하였고 해리 앨런 타워스 등이 제작에 참여하였다.

## 출연

### 주연
- 로버트 잉글런드
- 질 쇼엘렌
- 알렉스 하이드 화이트
- 빌 나이
- 테런스 하비
- 스테파니 로렌스

### 조연
- 피터 클라펌
- 몰리 샤논
- 마크 라이언
- 예후다 에프로니
- 테렌스 베슬리
- 레이 주얼즈
- 버지니아 피올
- 캐시 머피
- 존 가밴
- 믹키 엡스
- 조나단 린슬리
- 토미 라이트

## 기타
- 원조: 게리 오하라
- 협력프로듀서: 엘리저 벤-코린
- 미술: 티바다 버탈런
- 특수효과: 케빈 야거